# Corpus-Christi-Kirche (Mariánské Lázně)

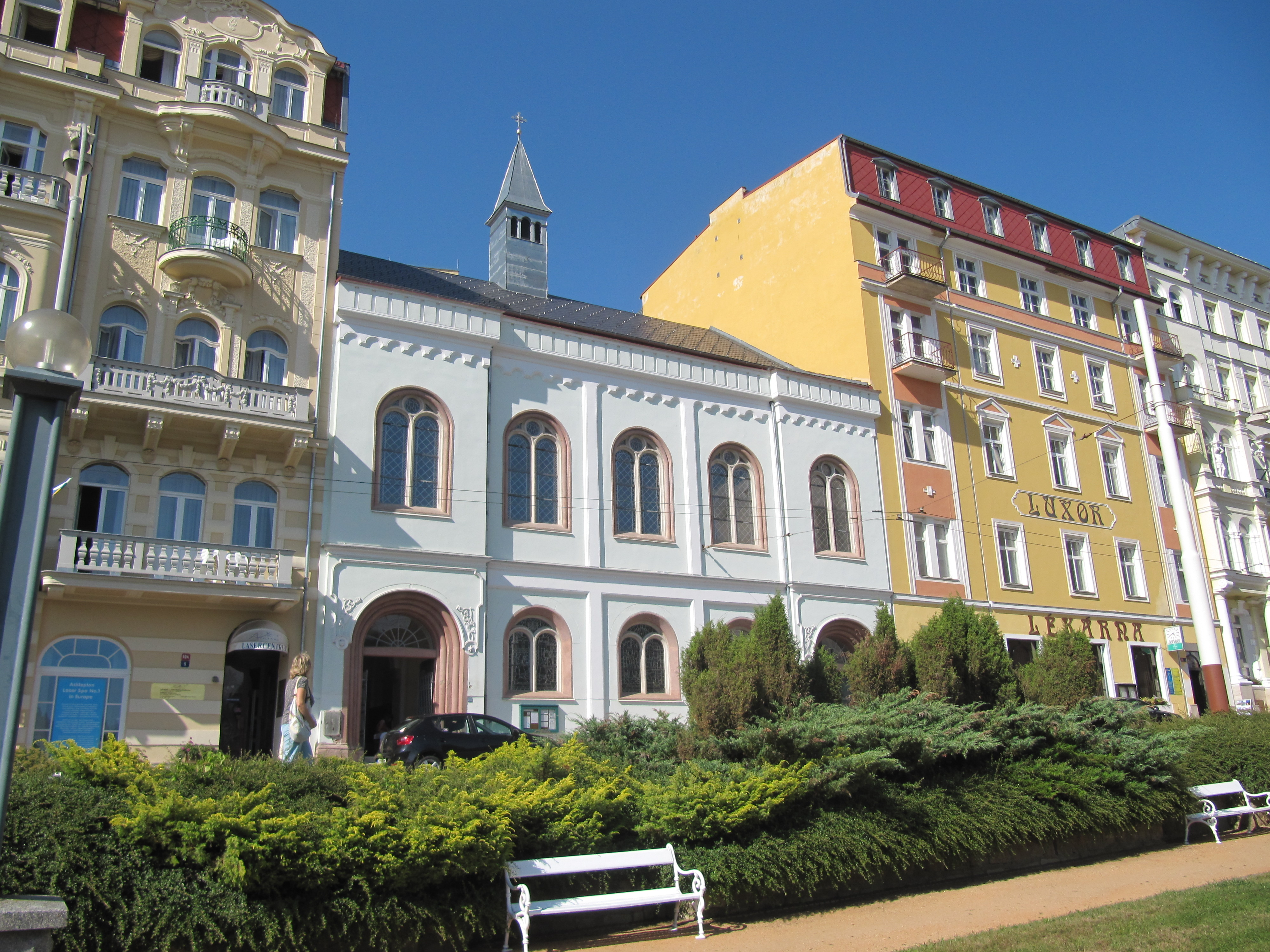
Evangelische Kirche in Marienbad

Die Corpus-Christi-Kirche ist die evangelische Gemeindekirche von Marienbad in Tschechien.

## Geschichte
Die Entstehung der evangelischen Corpus-Christi-Kirche von Marienbad hängt eng mit der Entwicklung des Ortes als prominenter Badeort im 19. Jahrhundert zusammen. Zunächst als Diasporagemeinde der Friedenskirche von Eger gegründet, wurde sie 1881 zur selbständigen Pfarre erhoben. Finanziert wurde der namentlich für die evangelischen Kurgäste gedachte Kirchenbau durch eine öffentliche Sammlung unter den deutschen Protestanten. 

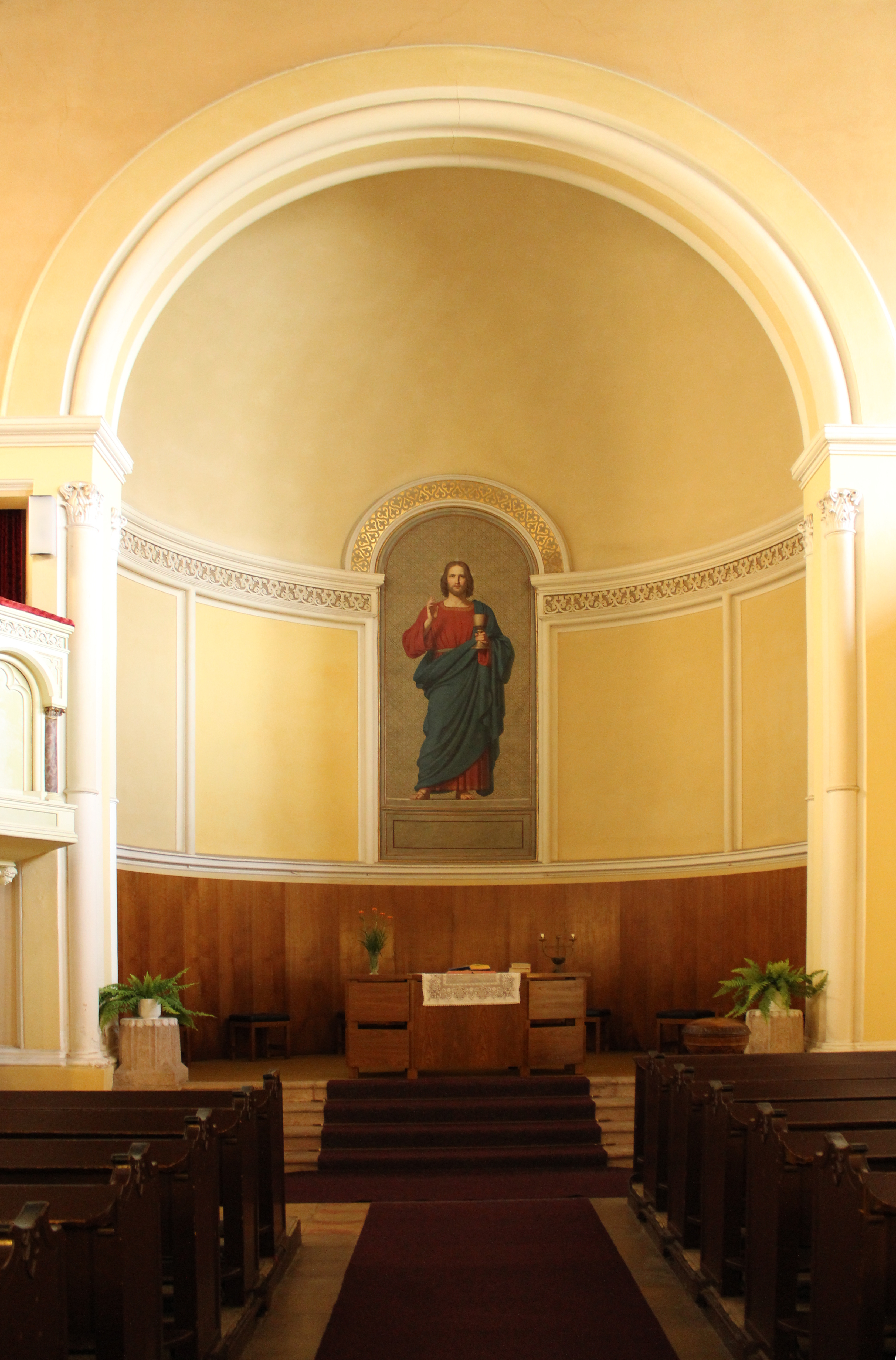
Altarraum

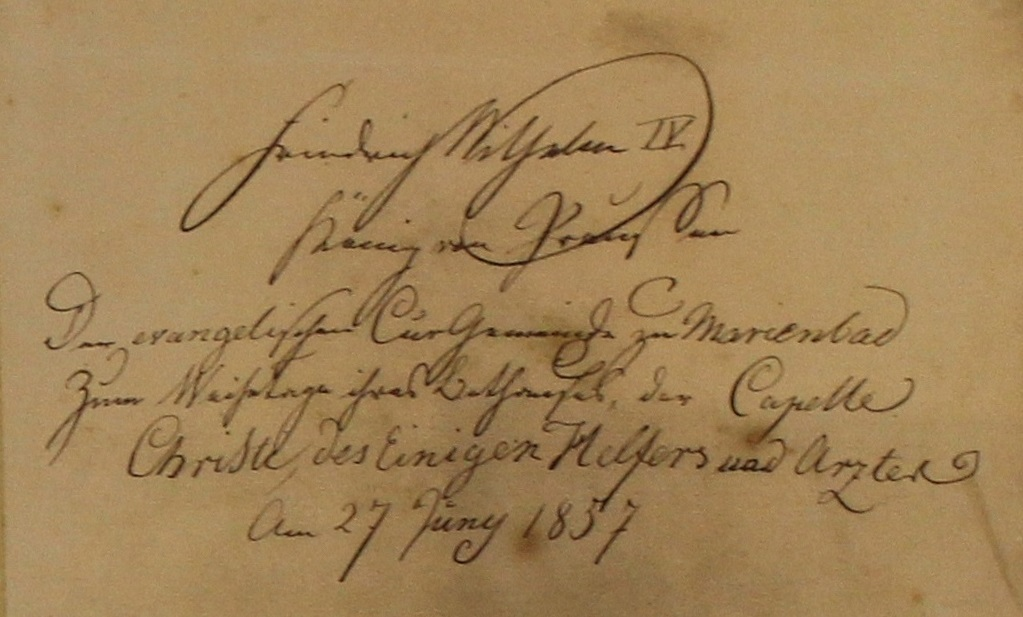
Widmungseintrag in der vom preußischen König gestifteten Lutherbibel:
„Friedrich Wilhelm IV. / König von Preußen / der evangelischen Cur-Gemeinde zu Marienbad / Zum Weihetage ihres Bethauses, der Capelle / Christi, des Einigen Helfers und Arztes / Am 27. Junij 1857“

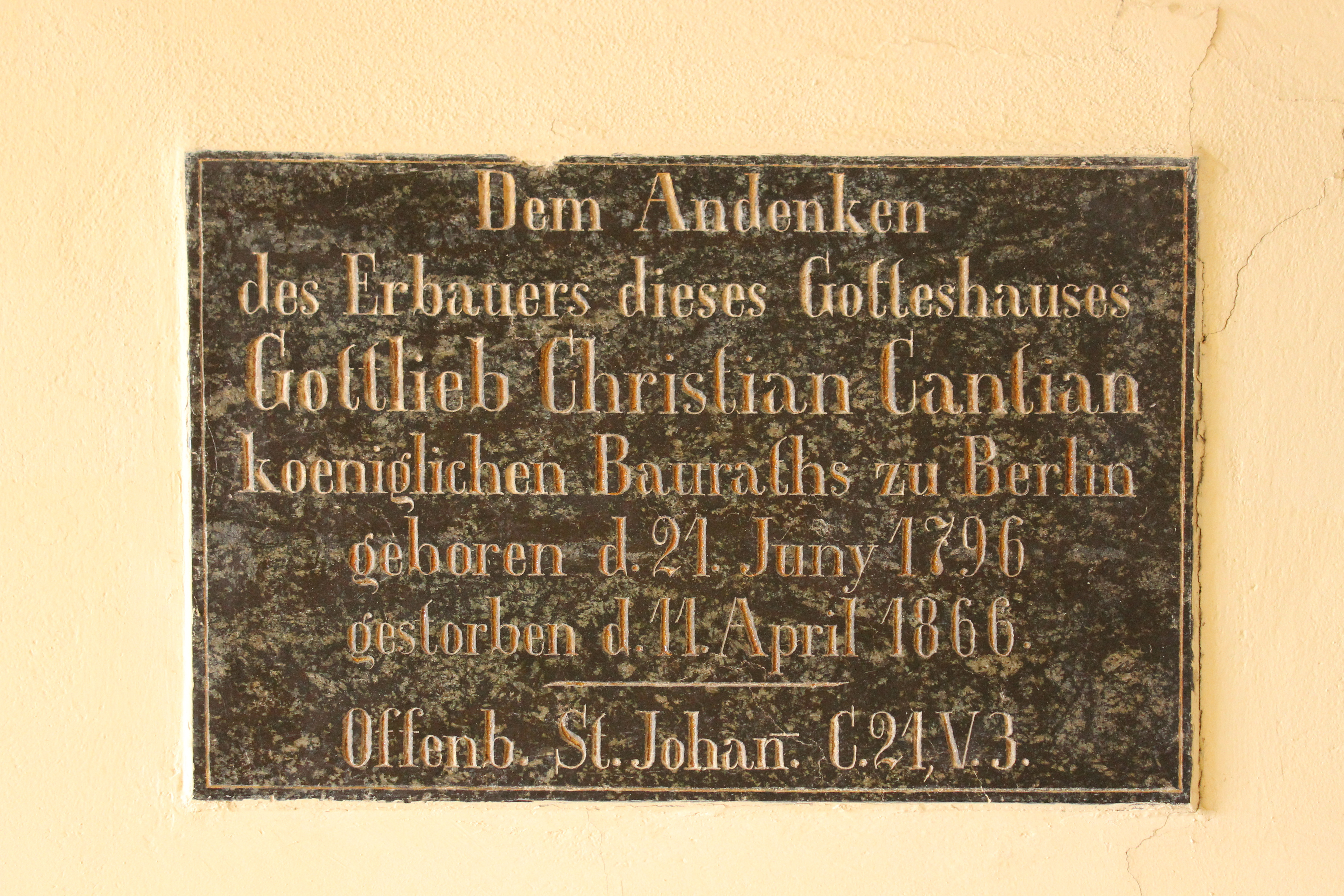
Gedenktafel für den Architekten

Nachdem zunächst 1852 seitens der österreichischen Behörden eine Baugenehmigung verweigert worden war, konnte der Kirchenbau im folgenden Jahr nach Intervention des preußischen Königs Friedrich Wilhelm IV. begonnen werden, der die Schirmherrschaft und Förderung des Projekts übernahm und selbst auch bei der Einweihungsfeier der Kirche am 27. Juni 1857 anwesend war. Architekt des Baues war der Berliner Architekt Christian Gottlieb Cantian, dessen Gedenktafel im Eingangsbereich der Kirche angebracht ist.
Seit 1945 dient die Kirche der Evangelischen Kirche der Böhmischen Brüder als Gotteshaus. 1999 fand eine durchgreifende Restaurierung der Kirche statt.

## Architektur
Der Marienbader Kirchenbau präsentiert sich als ein im Rundbogenstil errichtetes, im Verband mit der Platzbebauung traufständig stehendes Bauwerk von fünf Achsen, deren jeweils äußere risalitartig akzentuiert ist und ein rundbogig abgeschlossenes Portal enthält. Die Fassade ist zweigeschossig mit Lisenen und Rundbogenfries gegliedert und enthält Biforienfenster. Im Innern ist der flachgedeckte Kirchenraum mit seitlichen Emporen ausgestattet und endet in einer halbrunden Apsis.
Anstelle eines Achsfensters besitzt die Apsis ein überlebensgroßes Gemälde, das Jesus Christus zeigt, der mit der Rechten den Segensgestus vollzieht und in der Linken einen goldenen Kelch hält. Die figürliche Verglasung der Seitenfenster aus dem Jahr 1907 stellt eine Stiftung Kaiser Wilhelms II. dar.
Der First trägt mittig einen Dachreiter mit dem Geläut.